# Banedanmark
A Banedanmark (ejtsd: [ˈpɛːnəˌtænmɑk]; korábban Banestyrelsen) egy dán vállalat, amely a teljes állami tulajdonú dán vasúthálózat karbantartásáért és forgalomirányításáért felelős.

## Története
A Banedanmark 1997-ben jött létre, miután a DSB-ből mint állami vállalatból kivált. 2004 és 2010 között a Banedanmark állami tulajdonú vállalat volt, amelyet a dán közlekedési minisztérium irányított. 2010-ben a Banedanmarkot átszervezték, és ismét a dán közlekedési minisztérium alá tartozó állami szervvé vált.
A Banedanmark által felügyelt egyik első projekt, bár az építési munkálatok nagy része már a megalakulása előtt befejeződött, az Øresund-híd volt, egy kombinált vasúti és autópálya-híd, amely az Øresund-szoroson ível át Dánia és Svédország között. A híd, amelyet a transzeurópai közlekedési hálózat (TEN-T) keretében 11. prioritású projektként ismertek el, 1999-ben adták át a forgalomnak..
2008-ban a Banedanmark bejelentette, hogy a teljes dán vasúthálózaton át kívánja állítani a jelzőrendszereket az Európai Vonatbefolyásoló Rendszer (ETCS) 2. szintjére. Ezt az intézkedést a hálózat jelzőrendszerének egyes részeinek szinte elavult jellege tette szükségessé. A dán kormány 2009-ben több évre szóló, 3,3 milliárd eurós finanszírozást hagyott jóvá a Banedanmark számára a projekthez; akkoriban a befejezés tervezett időpontja 2021 volt. Ezzel a programmal Dánia az első európai ország, amely megkísérelte egy országos hálózat teljes átalakítását az ETCS 2. szintjére. A kezdeményezéshez további finanszírozást biztosított az Európai Unió. A biztosítóberendezés kiépítési munkálatokra versenytárgyalást írtak ki, és 2012 júliusában Nyugat-Dánia esetében a Thales, Kelet-Dánia esetében pedig az Alstom kapott megbízást. Ezzel egy időben a Banedanmark több nem villamosított vonal fokozatos villamosítását is megkezdte; ennek megfelelően a szervezet eredetileg úgy tervezte, hogy az ETCS bevezetését ezekkel a villamosítási erőfeszítésekkel szinkronizálják, hogy minimalizálják a költségeket és a szükséges infrastrukturális változtatásokat.
A 2010-es évek végén azonban az ETCS-program a jelentések szerint problémákba ütközött a meglévő gördülőállomány új jelzőrendszer használatára való utólagos felszerelésével; a távolsági dízelmotorvonatokból álló IC3 flotta különösen sok problémát okozott, ezért a bevezetés végdátumát jelentősen elhalasztották. A teherfuvarozók a jelentések szerint egyes mozdonyaikat sem tudták még ETCS-kompatibilissé korszerűsíteni. Ezeket a nehézségeket részben a program átütő nagyságrendje is súlyosbította; korábban egyetlen más ország sem kísérelt meg ilyen átalakítást, és a világ egyik legnagyobb biztosítóberendezés-átépítésének programjának tekintették. 2022 augusztusában bejelentették, hogy a jütlandi Holstebro - Herning és Vejle - Skanderborg vonalakon befejeződtek a régi jelzőrendszerek ETCS-re való cseréjének munkálatai; az ETCS bevezetése várhatóan 2030-ig tart. Az új jelzőrendszer előnyei közé tartozott a jobb vonatpontosság, a stabilabb üzem és a részletesebb forgalmi információk.
Az ügynökség másik jelentős vállalkozása a Fehmarn Belt fix összeköttetés volt, egy tenger alatti alagút a dán Lolland sziget és a német Fehmarn sziget között; ez a transzeurópai közlekedési hálózat (TEN-T) szélesebb körű, 20. prioritású projektjének egyik része, amely egy nagysebességű vasútvonalat épít Koppenhága és Hamburg között. A teljes vonal több vasútvonalból áll, újonnan épített és korszerűsített meglévő vonalakból, amelyek lehetővé teszik a vonatok legalább 200 km/h végsebességgel történő közlekedését az összes szakaszon. Ezek közé tartozik a Koppenhága–Ringsted-vasútvonal, amelyet 2019. május 31-én nyitottak meg, és 2023-ra 250 km/h-s üzemre fejlesztik, a Sydbanen (Ringsted-Rødbyhavn), amelyet 2024-re villamosítanak és 200 km/h-s üzemre alkalmassá tesznek, valamint maga a Fehmarn Belt alagút (Rødbyhavn-Puttgarden), amely az előrejelzések szerint 2028 folyamán készül el.
A 2010-es években döntöttek a kommunikációs alapú vonatirányítás (CBTC) bevezetéséről a Koppenhágát kiszolgáló S-Bahn elővárosi vasúthálózaton. A 4-es automatizáltsági fokozattal (GoA4) való működésre tanúsítandó rendszer előnyei megkönnyítik a hálózat teljes automatizálását, az utasok pontosabb tájékoztatását, és lehetővé teszik a vonatok vezető nélküli üzemeltetését, bár ez utóbbi előnye várhatóan nem sokkal 2037 előtt valósul meg. 2022 szeptemberében a Banedanmark bejelentette, hogy a CBTC-berendezések telepítése az egész S-Ban vonalon befejeződött, bár még néhány munka hátra van ahhoz, hogy az összes képességet teljes mértékben üzembe helyezzék.